# Матч за звание чемпиона СССР по русским шашкам 1928
Титул чемпиона СССР по русским шашкам в 1928 году разыгрывали двукратный чемпион страны (1924, 1925) Василий Медков и чемпион 1927 года Владимир Бакуменко. Матч из 20 партий проходил с 6 по 21 апреля в Москве. Победил Василий Медков, одержав 6 побед при 4 поражениях и 10 ничьих.
Каждый из участников матча издал позже книгу со своими комментариями.

## Ход турнира
За победу давалось 1 очко, за ничью пол-очка, за поражение 0 очков.
В первой партии победил Владимир Бакуменко и повёл в матче 1:0. Но затем Василий Медков выиграл 4 партии подряд и повёл со счётом 4:1. Далее последовала серия из 5 ничьих — 6½:3½. Следующие две партии были выиграны поочерёдно каждым из участников — 7½:4½. Далее последовала серия из 4 ничьих и счёт стал 9½:6½. В оставшихся четырёх партиях Медков набрал 1½ очка, а Бакуменко 2½. Итоговый счёт 11:9 в пользу Медкова.
| место | страна | Имя                | 1 | 2 | 3 | 4 | 5 | 6 | 7 | 8 | 9 | 10 | 11 | 12 | 13 | 14 | 15 | 16 | 17 | 18 | 19 | 20 | Очки |
| ----- | ------ | ------------------ | - | - | - | - | - | - | - | - | - | -- | -- | -- | -- | -- | -- | -- | -- | -- | -- | -- | ---- |
| 1     | СССР   | Василий Медков     | 0 | 1 | 1 | 1 | 1 | ½ | ½ | ½ | ½ | ½  | 1  | 0  | ½  | ½  | ½  | ½  | 1  | ½  | 0  | 0  | 11   |
| 2     | СССР   | Владимир Бакуменко | 1 | 0 | 0 | 0 | 0 | ½ | ½ | ½ | ½ | ½  | 0  | 1  | ½  | ½  | ½  | ½  | 0  | ½  | 1  | 1  | 9    |